# 中華台北U19男子籃球代表隊
中華台北U19男子籃球代表隊，即台灣19歲以下（Under-19）球員所組成的籃球國家隊，由中華民國籃球協會負責遴選組隊，代表台灣參加U19世界青年籃球錦標賽。
當偶數年的U18亞洲青年男子籃球錦標賽獲得前三名時，隔年就獲得U19的參賽資格，換言之，U19代表隊成員大部分會與前一年的U18相同，基本上可視作同一支球隊。
中華民國（台灣）歷史上只參加過兩次U19世青賽，一次在1987年，另一次在2011年。1988年和2000年也得到過U18亞青前三，但當時U19世青賽每四年才舉辦一次，1989年和2001年都沒舉辦，所以無緣參賽。更古早中華民國喪失會籍以前，1972年亞青亞軍，1974年亞青季軍，但當時尚未有世青賽。

## 名單

### 1987
教練團：總教練古吉雄、助理教練張福元、顧問約翰尼倫（John Nealon）
選手：李永祥、邱宗志、韋陳明、郭銘展、鄭志龍、朱志清、周開業、李玉龍、鄧儒、李雲光、詹欽棠、林建平

### 2011
教練團：總教練黃萬隆、樓曉民、顏行書、何佳洛
陳盈駿、簡肇熠、黃柏偉、簡偉儒、鄭鐵、余純安、洪康喬（隊長）、胡瓏貿、李家慶、陳冠全、范士恩、林郅為

## 參賽成績
- 1987年：第11名（倒數第二）總戰績1勝6負[3]
  - 【預賽】-負- 義大利 76:102
  - 【預賽】-負- 巴西 78:94
  - 【預賽】-負- 加拿大 60:107
  - 【預賽】-負- 蘇聯 57:80
  - 【預賽】-負- 西德 85:93
  - 【排名戰】-負- 中國 77:93
  - 【排名戰】-勝- 奈及利亞 90:81
- 2011年：第13名（倒數第三）總戰績1勝4負[6]
  - 【預賽】-負- 拉脫維亞 67:85
  - 【預賽】-負- 阿根廷 69:80
  - 【預賽】-負- 澳洲 65:93
  - 【排名戰】-勝- 突尼西亞 70:59
  - 【排名戰】-負- 中國 48:91

## 外部連結
- 中華籃協